# Eivissa (municipi)

Bandera del Consell d'Eivissa i Formentera, antiga bandera de la Universitat

Eivissa, sovint Vila d'Eivissa o simplement Vila, és la ciutat i un municipi de l'illa d'Eivissa. Fins al 1979, s'anomenava Ciutat d'Eivissa. El gentilici és «eivissenc», el mateix que per a l'illa, distingit a vegades com «viler». Amb 11,1 km², és el municipi més petit de l'illa, encara que antigament abastava tota l'illa més Formentera.

## Història
La ciutat la fundaren els fenicis, cap a l'any 654 aC, damunt el puig de Vila que vigila la badia i port d'Eivissa, amb el nom d'Ibosim. Abans ja havien visitat la ciutat els grecs, al segle viii aC, sense arribar a establir-s'hi.
Hi ha restes que demostren que les illes Pitiüses (Eivissa i Formentera) ja havien estat poblades en el segon mil·lenni abans de Crist, segons que ho demostren les restes prehistòriques trobades a l'illa d'Eivissa (Puig de Ses Torretes) i a la de Formentera (sepulcre megalític de Ca na Costa o poblat de Cap de Barbaria II). Amb els romans es coneixia Eivissa com Èbusus i amb l'emperador August com Insula Augusta. Més tard i amb els àrabs se la va conèixer amb el nom de Yebisah.
Amb la conquesta catalana del 1235, l'illa es va repartir en quatre quartons entre els nous ocupants, excepte la vila que va quedar en comú. Amb els decrets de Nova Planta de 1715 és abolida la Universitat d'Eivissa, institució de govern insular, i passà a ser Ajuntament d'Eivissa amb les competències reduïdes al nou sistema de govern local, i presidit pel governador militar nomenat per la Reial Audiència de Mallorca. A més de perdre l'autonomia, el nou Ajuntament va perdre la principal font de riquesa, l'explotació de les salines, que van passar a la hisenda reial. La seu de l'Ajuntament va ser la mateixa que ocupava la Universitat, avui Museu Arqueològic de Dalt Vila a la plaça de la Torreta. Actualment l'Ajuntament té la seu a l'antic convent del dominics.
El 1782 el rei Carles III concedeix a la vila el títol de ciutat. Entre altres privilegis li permet tenir un bisbat propi, i així es deslliga del bisbat de Tarragona després de més de 500 anys.
El 1789 es divideix l'illa en 18 municipis, i es crea el municipi de la Ciutat d'Eivissa.
Amb les Corts de Cadis, el 1812, es recupera la divisió territorial tradicional de quartons, i queda l'illa de Formentera integrada al municipi de la Ciutat d'Eivissa. El 1888 se segrega el nou municipi de Formentera. L'any 1979, dintre del procés de normalització de la toponímia (que culmina l'any 1983 amb la Llei de normalització lingüística de les Illes Balears), es canvia Ciudad de Ibiza per Eivissa i l'Ajuntament passa a anomenar-se Ajuntament d'Eivissa.

## Llocs d'interès

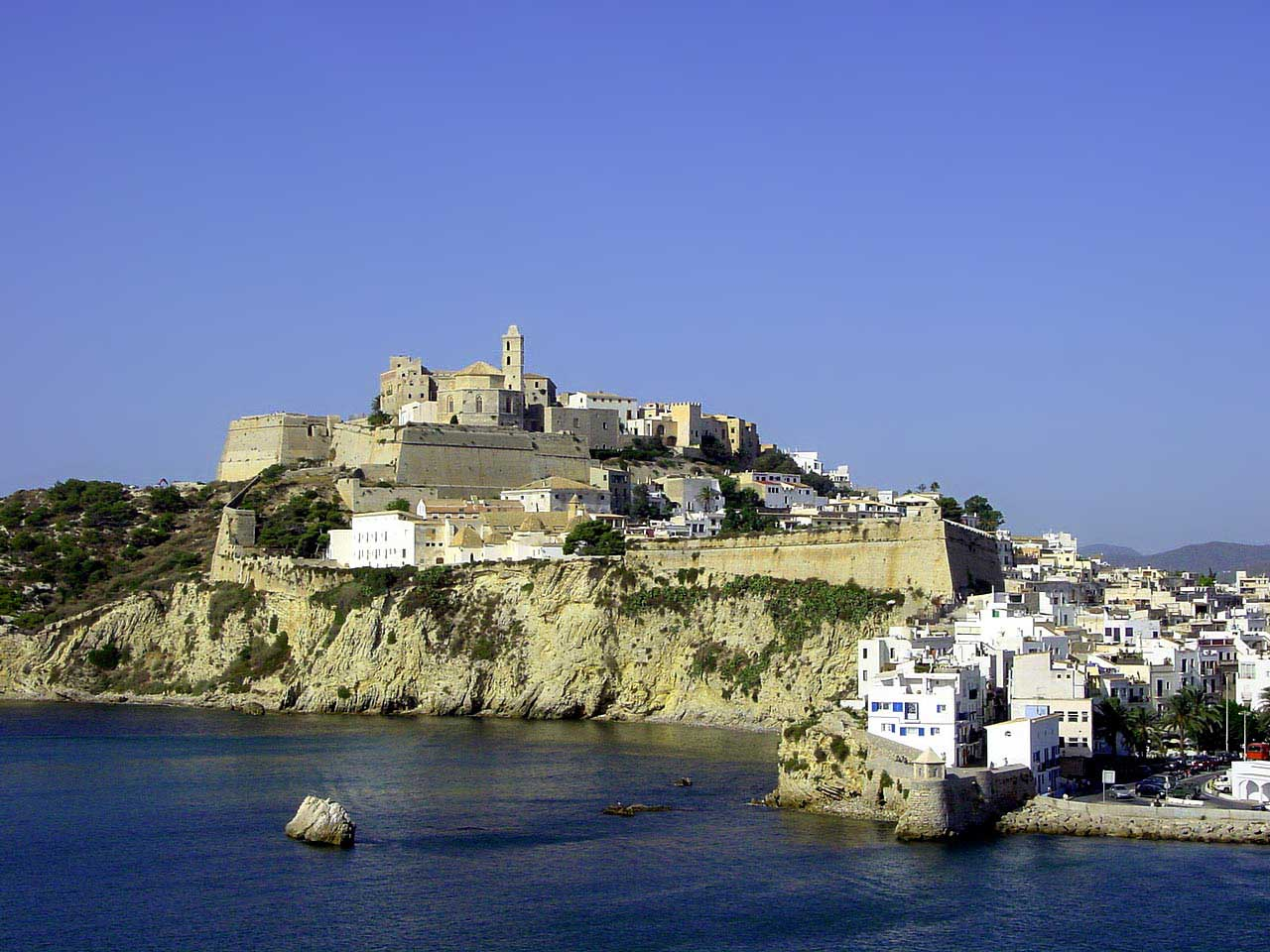
Dalt Vila, Eivissa.

El 1999, la UNESCO declarà Patrimoni de la Humanitat el recinte fortificat de Dalt Vila i la necròpolis del Puig des Molins. Aquesta declaració inclou, al municipi de Sant Josep de sa Talaia, el poblat fenici de sa Caleta i les praderies de posidònia del parc natural de ses Salines.

### Murades renaixentistes

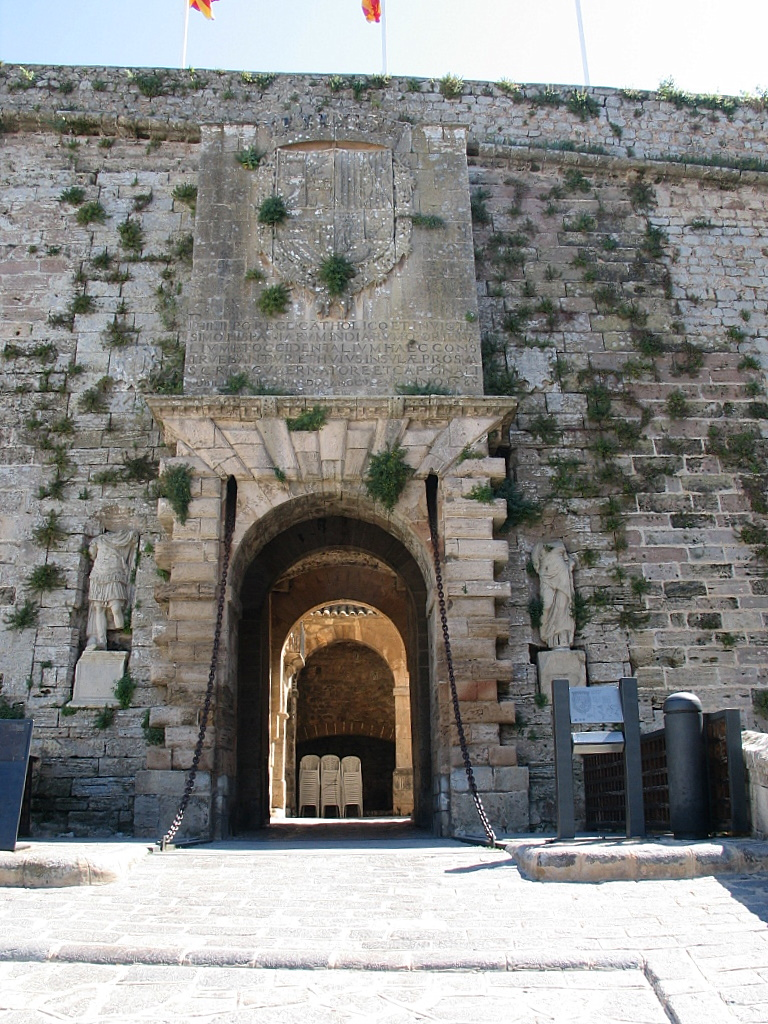
Portal de ses Taules.

Es tracta de la construcció més destacada de l'illa. Foren construïdes pel rei Felip II davant l'amenaça de l'aliança de turcs i francesos contra l'imperi espanyol. S'utilitzà el nou sistema de fortificació amb baluards apte per a l'ús d'artilleria.
Les obres començaren el 1555, dissenyades per l'enginyer italià Giovanni Battista Calvi, amb una primera fase de sis baluards: Santa Tecla, Sant Bernat, Sant Jordi, Sant Jaume, Sant Pere i Sant Joan. El 1575 s'amplià amb un nou baluard al puig de Santa Llúcia.
A l'entrada principal, la porta del Mar està flanquejada per dues estàtues romanes i a sobre hi ha un escut monumental de pedra amb les armes de Felip II i els blasons de Vila, així com una inscripció commemorativa amb la data de 1585. Aquesta porta també rep el nom de Porta de Ses Taules, i fa referència a les taules o fustes que servien de pont llevadís i amb el qual es defensava la ciutat.

### Catedral d'Eivissa
Conquerida l'illa per les tropes catalanes, fou consagrada una església sota l'advocació de Santa Maria al cim de Dalt Vila. A mitjan segle xiv, s'edificà una església gòtica amb una nau de planta rectangular i un absis amb capelles que volten el presbiteri, donant-li una forma poligonal.
Destaca el campanar que correspon a aquesta època gòtica. Construït sobre una de les capelles absidals, té planta trapezoïdal, aspecte massís i finestres ogivals. A l'exterior té un relleu que representa Santa Tecla.
A principi del segle xviii, la nau amenaçava ruïna; i la Universitat contractà els mestres Jaume Espinosa i Pere Ferro, per dirigir-hi una profunda reforma.
El 1782, amb la creació del bisbat d'Eivissa, el fins llavors temple parroquial de Santa Maria d'Eivissa va ser elevat a la categoria de Catedral.
A la sagristia i en altres dependències annexes, hi ha el Museu Diocesà, amb importants obres d'art litúrgiques.

### Església del Convent
La Universitat va fer donació d'uns terrenys a la comunitat de frares dominics, al puig de Sant Llúcia, amb la finalitat de construir un convent. Primer es construí la capella del Roser i l'església no fou acabada fins al final del segle xvii. Amb la desamortització del segle xix, la comunitat fou dissolta i una gran part de l'edifici es convertí en la seu de l'Ajuntament.
L'edifici té una nau única d'amplitud considerable i és coberta per una volta de canó, sostinguda amb arcs i decorada amb pintures murals. Hi ha cinc capelles a cada banda de la nau. És l'única església de l'illa que té un claustre. L'acabament extern de les cúpules de diverses capelles amb teules marquen un perfil molt característic de Dalt Vila.

### Antiga Universitat i capella de Sant Salvador
La Universitat, organisme d'autogovern de les Pitiüses, instal·là la seu davant de l'església de Santa Maria. És un edifici rectangular, cobert amb un sostre pla decorat amb un teginat d'estil mudèjar, amb escuts policromats de la Corona d'Aragó i d'Eivissa. A la façana de llevant destaca un finestral d'estil gòtic català del segle xv. A la banda de ponent hi ha la capella de Sant Salvador, erigida per la confraria de mariners. També és una nau única, però coberta de triple volta gòtica de creu. Des del 1907, els dos edificis són la seu del Museu Arqueològic d'Eivissa.

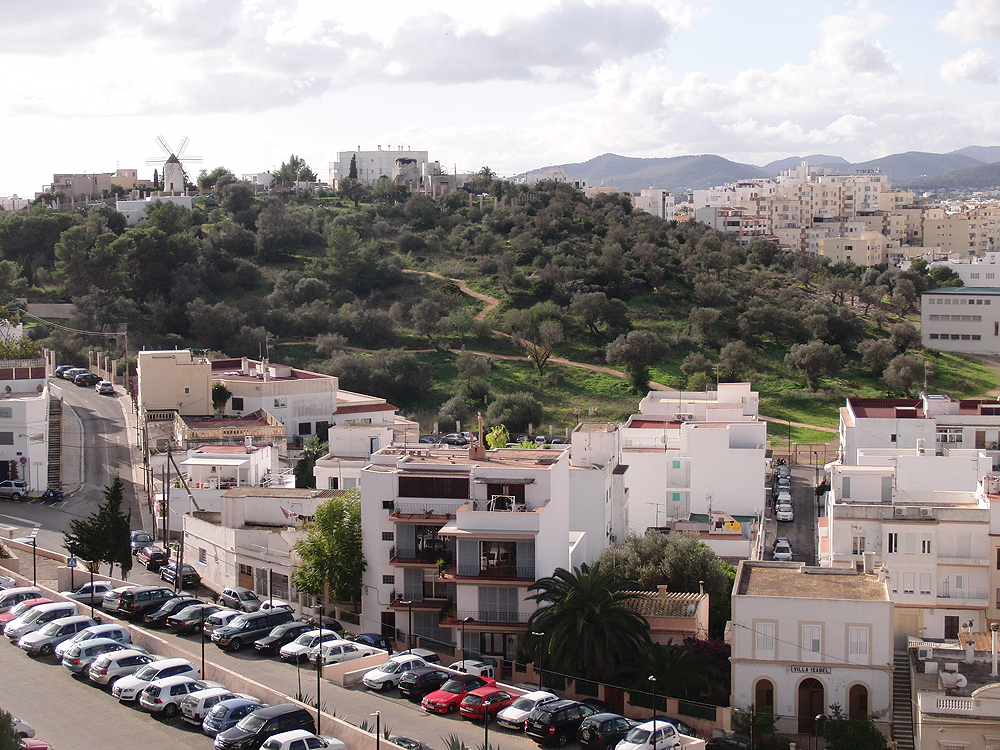
Necròpolis des Puig des Molins

### Necròpolis del Puig des Molins[5]
La banda de tramuntana del puig des Molins fou utilitzada des de l'època púnica, al segle VI aC, fins a l'època imperial romana, al segle i, com a necròpolis de la vila. Destaquen uns 3.000 enterraments de tipus hipogeu, és a dir, de cambra subterrània tallada a la roca amb un pou d'accés vertical. Es tracta d'un important jaciment arqueològic de les illes, declarat Monument Històrico-Artístic el 1931.
Al peu del puig des Molins, nom que indica la presència de molins de vent, hi ha el Museu Monogràfic del Puig des Molins, amb material arqueològic púnic.

## Política i govern

### Composició de la Corporació Municipal
El Ple de la Batlia està format per 21 regidors. En les eleccions municipals de 2019, el Partit Socialista de les Illes Balears (PSIB-PSOE) obtingué 9 regidors; el Partit Popular (PP) n'obtingué 8; Unides Podem (Podemos-EUIB), 2; i Ciutadans - Partit de la Ciutadania (Cs), 2.

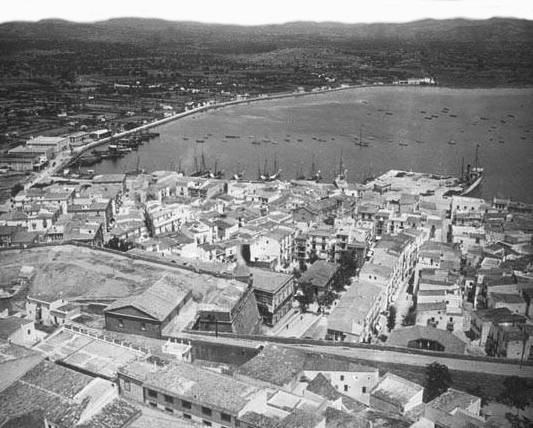
Eivissa i el seu port dels del campanar de la catedral (1912)

### Resultats de les eleccions municipals de 2019
| Eleccions municipals de 26 de maig de 2019 - Eivissa                                                                                         |                                        |                                     |                                     |         |          |          |
| Candidatura | Candidatura                            | Candidatura                         | Cap de llista                       | Vots    | Vots     | Regidors |
| | Partit Socialista de les Illes Balears |                                     | Rafa Ruiz                           | 5.040   | 32%      | 9 (+1)   |
| | Partit Popular                         |                                     | José Vicente Marí Bosó              | 4.513   | 29%      | 8 ()     |
| | Unides Podem                           |                                     | Aitor Morrás Alzugaray              | 1.591   | 10,31%   | 2 (-2)   |
| | Ciutadans - Partit de la Ciutadania    |                                     | José Luis Rodríguez Poblador        | 1.461   | 9,47%    | 2 (+2)   |
| | Altres candidatures                    |                                     |                                     | 2.642   | 17,13%   | 0 ( -1)  |
| | Vots en blanc                          |                                     |                                     | 174     | 1,13%    |          |
| Total vots vàlids i regidors | Total vots vàlids i regidors           | Total vots vàlids i regidors        | Total vots vàlids i regidors        | 15.421  | 100 %    | 21       |
| | Vots nuls                              | Vots nuls                           | Vots nuls                           | 144     | 0,93%    |          |
| Participació (vots vàlids més nuls) | Participació (vots vàlids més nuls)    | Participació (vots vàlids més nuls) | Participació (vots vàlids més nuls) | 15.565  | 47,68%** |          |
| Abstenció | Abstenció                              | Abstenció                           | Abstenció                           | 17.079* | 52,32%** |          |
| Total cens electoral | Total cens electoral                   | Total cens electoral                | Total cens electoral                | 32.644* | 100 %**  |          |
| Batle: Rafa Ruiz (PSIB) (15/06/2019) Per majoria absoluta dels vots dels regidors (11 vots: 9 de PSIB i 2 d'Unides Podem)                    |                                        |                                     |                                     |         |          |          |
| Fonts: Junta Electoral de la Zona d'Eivissa i Formentera, El País (* No són vots sinó electors. ** Percentatge respecte del cens electoral.) |                                        |                                     |                                     |         |          |          |

## Fills il·lustres
- Joan Gamisáns Arabí, tenor i compositor.